# FC UNA Strassen
Der Football Club Union Athlétique Strassen  ist ein luxemburgischer Fußballverein aus Strassen.

## Geschichte
UNA Strassen wurde 1922 gegründet. Während der deutschen Besatzung Luxemburgs wurde der Verein zwangsweise in FK Strassen umbenannt. 1944 erfolgte die Rückbenennung in den ursprünglichen Namen. Seit Gründung des Vereins spielte UNA Strassen nie höher als drittklassig, bis 2011 erstmals der Aufstieg in die Ehrenpromotion gelang. Der FC UNA hat sich in dieser Hinsicht erheblich auf dem Mercato gestärkt und unter anderem die Nationalspieler Jérôme Bigard sowie Serdo Pupovac verpflichtet. Am Ende der Saison 2014/15 gelang Strassen durch einen 3:0-Sieg im Barragespiel gegen den UN Käerjéng 97 erstmals in der Vereinsgeschichte der Aufstieg in die BGL Ligue. Anschließend wurden die Ex-Nationalspieler Dan Collette und Michel Kettenmeyer verpflichtet. Mit Ben Payal und Eric Hoffmann spielten dann ab 2016 noch zwei weitere ehemalige Nationalspieler für die UNA. Nachdem der Verein in der Saison 2023/24 den sechsten Tabellenplatz erreichte, qualifizierte man sich damit für die 1. Qualifikationsrunde zur UEFA Conference League, da die höherplatzierten Klubs Swift Hesperingen sowie Jeunesse Esch keine Zulassung von der UEFA erhielten. Dort traf man auf den finnischen Erstligisten Kuopion PS und schied nach Hin- und Rückspiel mit 0:5 aus.

## Europapokalbilanz
| Saison  | Wettbewerb             | Runde                  | Gegner        | Gesamt | Hin     | Rück    |
| ------- | ---------------------- | ---------------------- | ------------- | ------ | ------- | ------- |
| 2024/25 | UEFA Conference League | 1. Qualifikationsrunde | Kuopion PS    | 0:5    | 0:0 (H) | 0:5 (A) |
| 2025/26 | UEFA Conference League | 1. Qualifikationsrunde | Dundee United | 0:2    | 0:1 (A) | 0:1 (H) |

Gesamtbilanz: 4 Spiele, 1 Unentschieden, 3 Niederlagen, 0:7 Tore (Tordifferenz −7)

## Stadion
Der Verein trägt seine Heimspiele auf der 1.500 Zuschauer fassenden Sportanlage (Complexe Sportif) „Jean Wirtz“ aus. Hierbei handelt es sich lediglich um einen Rasenplatz mit einer kleinen Tribüne. Nebenan befindet sich noch ein weiterer Kunstrasenplatz, welcher hauptsächlich von der Jugend genutzt wird.

## Bekannte Spieler
- Jérôme Bigard (2010–2015)
- Michel Kettenmeyer (2015–2016)
- Dan Collette (2015–2017)
- Eric Hoffmann (2016–2018)
- Ralph Schon (2016–2020)
- Ben Payal (2016–2022)
- Gautier Bernardelli (2018–2025)
- Sebastian Szimayer (2019–2021)
- Alan Stulin (2019–2024)
- Frederick Kyereh (2021)